# Information Please
Information Please: Series 1, No. 1 è un film documentario del 1939

## Riconoscimenti
- Nomination Oscar al miglior cortometraggio[1]